# Всенощное бдение (Гречанинов)
«Всенощное бдение для смешанного хора», опус 59, — духовное сочинение для солистов и смешанного хора (вокальные партии: сопрано, альт, тенор и бас) a capella русского композитора-академиста Александра Гречанинова (1864—1956). Впервые исполнено Московским Синодальным хором в 1912 году.

## История исполнения произведения
Впервые сочинение было исполнено в Большом зале Московской Консерватории 18 ноября 1912 года Синодальным хором под управлением дирижёра Николая Голованова, будущего главного дирижёра Большого театра, через два дня после премьеры другого крупного вокального цикла Гречанинова «Страстной Седмицы» (однако искусствовед Томпакова в монографии о композиторе приводит другую дату первого исполнения «Всенощного бдения» — 14 мая этого же года). Исполнение было поручено молодому помощнику регента хора, так как сам регент Николай Данилин осенью 1912 года лечился в Крыму. Об этой премьере впоследствии вспоминал её участник:

«Осенью 1912 года Голованов проводил с Синодальным хором разучивание нового „Всенощного бдения“ А. Т. Гречанинова. Спевки шли с трудом, что бывало с хором редко. На репетициях певчие почему-то неуклонно понижали, и Голованов посадил за фисгармонию [В.] Степанова, который время от времени брал соответствующие аккорды. Хор был утомлен многократными повторениями отдельных эпизодов и к премьере отнёсся безразлично. Концерт состоялся 18 ноября в Большом зале консерватории и успеха не имел. По возвращении из отпуска Данилин на спевке познакомился с сочинением и сказал библиотекарю: „Убрать“. Правда, впоследствии мы всё-таки исполняли отдельные части этой „Всенощной“, но очень редко»— Акименко Я. «Страстная Седмица» А. Гречанинова
Рецензии на концерт были противоречивы. Так в одной из них отмечалось:

«Безукоризненная обычно интонация хора на этот раз частенько была сомнительной. <…> Голоса звучали неровно. <…> Дирижировал, к сожалению, не постоянный регент Синодального хора, талантливый г. Данилин, а некто неизвестный, фамилия которого предусмотрительно не была обозначена в афишах… Вероятно, поэтому исполнение Всенощной было какое-то странное. Прежде всего, отмечалась перегруженность в нюансах. Нужно, не нужно, а нюансы делались. Это утомляло и раздражало»— Багриновский М. В концертах
Российский музыковед Ю. Паисов считал, что причиной неудовлетворительного исполнения произведения было отсутствие на репетициях самого Гречанинова, который в это же время работал с частным хором Л. О. Васильева над подготовкой к исполнению своей «Страстной Седмицы». Однако и здесь успех исполнения был весьма умеренный. Близкий друг композитора Юлий Энгель, однако, отмечал, что «Всенощное бдение» было исполнено значительно лучше, чем премьера «Седмицы» за два дня до этого и писал своей рецензии в газете «Русские Ведомости» на тот же концерт:

«„Всенощное бдение“ спето было Синодальным хором с той совершенной красотой звука и законченной мягкостью выражения (кое-где не исключающей, впрочем, слишком изысканных подчеркиваний), какими справедливо славится этот наш образцовый духовный хор. „Всенощное бдение“, видимо, очень понравилось публике, довольно многочисленной, но не наполнившей Большой зал консерватории. Из отдельных песнопений особое внимание обратили на себя трогательное „Свете тихий“ и великолепное „Великое славословие“, „Хвалите“ и др.»— Энгель Ю. «Всенощное бдение» А. Гречанинова
До революции «Всенощное бдение» редко, но исполнялось в церквях и на концертной эстраде наряду с другими духовными произведениями автора. Среди исполнителей: петербургский хор В. Певцовой, московский хор Л. Васильева, хоровые коллективы Томска. Слабый интерес к этому и другим духовным произведениям Гречанинова Паисов объясняет тем, что композитор предназначал свои хоровые партитуры для известного своим виртуозным исполнением Московского Синодального хора и создал их достаточно сложными для исполнителей. Басы, например, включали самый низкий хоровой регистр, в том числе звуки контроктавы, доступные только октавистам (басам-профундо). Однако, исполнительские трудности партитур препятствовали их широкому распространению, ибо делали недоступными для малых хоров, составлявших основную массу исполнительских коллективов царской России. Это же мешало их исполнению и в более позднее время.
«Всенощное бдение» исполняется редко, обычно как собрание отдельных фрагментов. Среди исполнений произведения за рубежом выделяется исполнение «Всенощного бдения» вокальным ансамблем «Holst Singers» под управлением дирижёра Стивена Лейтона в церкви Темпла в 1998 году, записанное в 1999 году лейблом Hyperion Records. В настоящее время «Всенощное бдение» входит в репертуар Эстонского национального мужского хора.

## Структура Всенощного бдения
«Всенощное бдение» состоит из десяти частей:
- 1. Благослови, душе моя, Господа.
- 2. Блажен муж.
- 3. Свете тихий.
- 4. Богородице Дево.
- 5. Хвалите имя Господне.

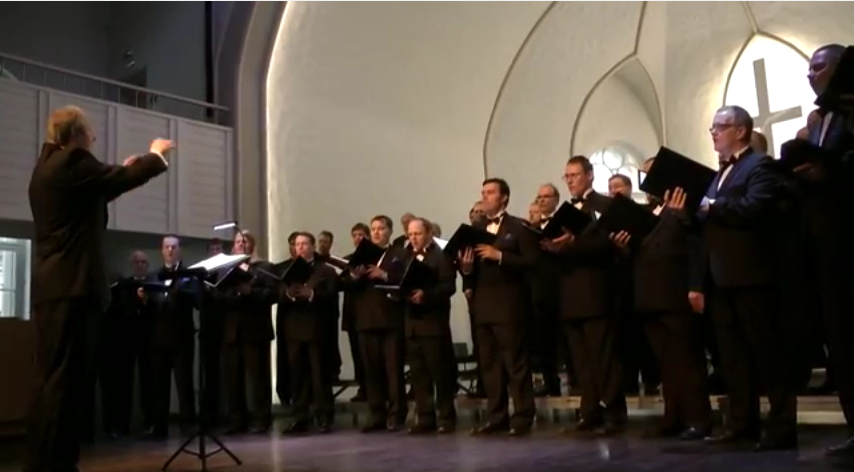
Всенощное бдение А. Гречанинова исполняет Эстонский национальный мужской хор. Дирижирует Эльмо Тийсвальд. Санкт-Петербург, 15.05.2014

- 6. Воскресные тропари. Благословен еси, Господи.
- 7. От юности моея.
- 8. Воскресение Христово видевше.
- 9. Славословие великое.
- 10. Взбранной воеводе.

## Художественные особенности Всенощного бдения

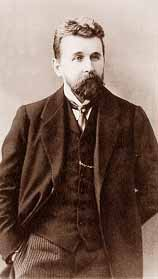
Александр Гречанинов в 1910 году

«Всенощное бдение» — последнее произведение композитора перед обращением к вокально-инструментальной духовной музыке. После создания этого сочинения Гречанинов решил, что исчерпал технические возможности хора а капелла, поэтому нарушил традицию православной церкви, впервые в её истории начав сочинять духовную музыку с инструментальным сопровождением. Первым подобным сочинением стал псалом «Хвалите Бога» ор. 60 для хора в сопровождении оркестра и органа. Искусствоведы отмечают, что «Всенощное бдение» — наиболее молодой из музыкально-литургических циклов православной традиции, сформировавшееся только в творчестве П. И. Чайковского и его современников.
Композитор избрал для большинства номеров трёхчастную репризную форму или строфическую форму с элементами репризности. Исключение из этого правила составляют только разомкнутая строфическая форма в «Воскресение Христово видевше» и степенна. «Всенощное бдение» отличается радостным восприятием богослужебных текстов и «симфонизацией» хоровой ткани, хотя уступает, по мнению музыковедов, художественным достоинствам «Всенощного бдения» Сергея Рахманинова и «Страстной Седмице» самого Гречанинова.
Половина песнопений «Всенощной» Гречанинова написана для исполнительских составов барочно-концертного типа. Пять номеров обрамляют цикл многохорными композициями (№ 1—3, 9—10), для многих из них характерно сольно-вокальное концертирование. «Благослови, душе моя, Господа» (№ 1), — эпически рассказ о сотворении вселенной (текст — Псалом 103). Мелодия написана в духе старинного распева. Принцип антифонного пения выдержан в композиции «Блажен муж» (№ 2), где первый хор поёт стихи псалма, а второй отвечает ему припевом «Аллилуйя», звучащим после каждого стиха. В распевах некоторых стихов присутствуют варианты, припевы повторяются почти без изменений. В № 3 «Свете тихий» впервые в этом сочинении вводятся сольные партии (альт и тенор). «Богородице Дево, радуйся» (№ 4) представляет собой обработку мелодии греческого распева (сам композитор поместил в рукописи ремарку «просто и наивно»). Полиелей «Хвалите имя Господне» (№ 5) производит впечатление торжественного шествия, с мелодией широкого дыхания.
Кульминация «Всенощной» — № 9, «Великое славословие». Восьмиголосный хор исполняет праздничное торжественное песнопение «Слава в вышних Богу». Четыре солиста поочерёдно поют в сопровождении хора. «Взбранной воеводе» (№ 10), — гимн Богородице, прославляющий её могущество. В музыке господствует настроение всеобщего ликования. Только в кратком эпизоде с призывом, обращённым к Богородице — «От всяких бед свободи, да зовём Ти», — двухорность сменяется пением первого хора, а затем вновь восстанавливается колокольно-праздничная тема-шествие. Один из хоров ведёт мелодию, другой олицетворяет шествие, поддержанное колокольными звонами, имитируемыми аккордами.
Несмотря на отсутствие серьёзного успеха «Всенощного бдения» на концертной эстраде, сам композитор всегда помещал это сочинение в общем ряду своих литургических сочинений. Он в частности писал:

«Написав две литургии, „Страстную Седмицу“, „Всенощную“ и несколько больших и сложных хоров, как „Внуши, Боже, молитву мою“ и др., я исчерпал в них все технические возможности, какие только может дать хор a cappella. Хор симфонизирован, что же дальше?»— Гречанинов А.Т. Моя жизнь

## Издания
- Гречанинов А. Т. Всенощное бдение для смешанного хора. Сочинение 59.. — М., Лейпциг: Издательство П. Юргенсона, 1912. — 85 с.[16]